# Hunter Tyson
Hunter Tyson (Monroe, Carolina del Norte, 13 de junio de 2000) es un baloncestista estadounidense que pertenece a la plantilla de los Denver Nuggets de la NBA. Con 2,03 metros de estatura, juega en la posición de alero.

## Trayectoria deportiva

### Universidad
Jugó cinco temporadas con los Tigers de la Universidad Clemson, en las que promedió 8,1 puntos y 4,8 rebotes por partido. Tras cuatro temporadas, Tyson decidió usar el año adicional de elegibilidad otorgado a los atletas universitarios que jugaron en la temporada 2020 debido a la pandemia de coronavirus y regresar a Clemson para una quinta temporada. Esa temporada promedió 15,3 puntos, 9,6 rebotes y 1,5 assitencias por partido, siendo incluido en el mejor quinteto de la Atlantic Coast Conference.

#### Estadísticas
| Año     | Equipo  | PJ  | PT | MPP  | %TC  | %3P  | %TL  | RPP | APP | ROB | TPP | PPP  |
| ------- | ------- | --- | -- | ---- | ---- | ---- | ---- | --- | --- | --- | --- | ---- |
| 2018–19 | Clemson | 31  | 0  | 8.3  | .254 | .234 | .667 | 1.0 | .4  | .1  | .3  | 1.6  |
| 2019–20 | Clemson | 31  | 3  | 13.6 | .445 | .321 | .707 | 3.0 | .4  | .5  | .1  | 5.5  |
| 2020–21 | Clemson | 19  | 12 | 16.7 | .465 | .431 | .771 | 4.2 | .3  | .5  | .3  | 7.5  |
| 2021–22 | Clemson | 25  | 24 | 25.5 | .466 | .347 | .786 | 5.5 | 1.3 | .8  | .3  | 10.0 |
| 2022–23 | Clemson | 34  | 34 | 34.7 | .479 | .405 | .838 | 9.6 | 1.5 | .9  | .1  | 15.3 |
| Total   | Total   | 140 | 73 | 20.1 | .453 | .366 | .790 | 4.8 | .8  | .6  | .2  | 8.1  |

### Profesional
Fue elegido en la trigésimo séptima posición del Draft de la NBA de 2023 por los Oklahoma City Thunder, pero sus derechos fueron traspasados posteriormente a los Denver Nuggets.

## Estadísticas de su carrera en la NBA

### Temporada regular
| Año     | Equipo | PJ | PT | MPP | %TC  | %3P  | %TL  | RPP | APP | ROB | TPP | PPP |
| ------- | ------ | -- | -- | --- | ---- | ---- | ---- | --- | --- | --- | --- | --- |
| 2023-24 | Denver | 18 | 0  | 2.7 | .400 | .286 | —    | .5  | .1  | .1  | .0  | 1.1 |
| 2024-25 | Denver | 51 | 2  | 7.8 | .375 | .311 | .750 | 1.5 | .4  | .2  | .1  | 2.6 |
| Total   | Total  | 69 | 2  | 6.5 | .379 | .307 | .750 | 1.3 | .3  | .2  | .1  | 2.2 |

### Playoffs
| Año   | Equipo | PJ | PT | MPP | %TC  | %3P  | %TL   | RPP | APP | ROB | TPP | PPP |
| ----- | ------ | -- | -- | --- | ---- | ---- | ----- | --- | --- | --- | --- | --- |
| 2024  | Denver | 3  | 0  | 4.6 | .000 | .000 | .500  | 1.0 | .3  | .0  | .0  | .3  |
| 2025  | Denver | 5  | 0  | 6.0 | .500 | .200 | 1.000 | 1.6 | .4  | .2  | .0  | 3.0 |
| Total | Total  | 8  | 0  | 5.5 | .357 | .125 | .833  | 1.4 | .4  | .1  | .0  | 2.0 |